# Alcalá (Líbia)
Alcalá (em árabe: القلعة; romaniz.: al-Qal'a) é uma localidade do distrito de Jabal Algarbi, na Líbia.

## História
Em 20 de abril de 2011, durante a Guerra Civil Líbia, Alcalá foi uma das comunidades das montanhas Nafuça sitiadas por forças lealistas a Muamar Gadafi, sendo relatados inúmeros crimes internacionais cometidos pelas tropas lealistas como a ocupação de um acampamento de escoteiros como base militar. Segundo relatório do Escritório das Nações Unidas para a Coordenação de Assuntos Humanitários (OCHA) atualizado em 2017, Jefrém, Alcalá e Quicla, todas nas montanhas Nafuça, permanecem com necessidades humanitárias agudas em decorrência do difícil acesso.